# 支那教案論
《支那教案论》是严复在戊戌变法失败后出版的第一本译著，是讨论晚清教案的一本書籍。該書是嚴復在李鴻章的要求下翻譯自英国人宓克（A.Michie）於1892年出版的Missionaries in China(《传教士在中国》) 。

## 流傳和出版過程
据严复长子严球回忆，該書的翻譯時間译书时间离原书出版时间不远。此书译成后并未立即出版，而是以抄本形式在士大夫中间流传。1899年春，张元济与严复商量準備出版該書，在严复同意下可以出版，不過此時严复的原稿已经遗失，张元济便將市場上流傳的抄本交由南洋公学译书院印刷出版。

## 原書
當時中國境內出現了不少教案，原作者宓克撰写《传教士在中国》的目的是为了劝告来华的西方传教士小心傳教。